# Єва Лашре
Єва Лашре (фр. Éva Lacheray; нар. 11 березня 2000 року, Монбельяр, Франція) — французька фехтувальниця на рапірах, чемпіонка Європи

## Виступи на Олімпіадах
| Олімпіада  | Дисципліна           | Місце |
| ---------- | -------------------- | ----- |
| Париж 2024 | індивідуальна рапіра | 13    |
| Париж 2024 | командна рапіра      | 5     |